# لاسي نيلسون
لاسي نيلسون (بالسويدية: Lasse Nilsson)‏ (3 يناير 1982 في السويد - ) هو لاعب كرة قدم سويدي في مركز الهجوم. شارك مع منتخب السويد تحت 21 سنة لكرة القدم ومنتخب السويد لكرة القدم. أما مع النوادي، فقد لعب مع فيتيسه آرنهم ونادي أوبه ونادي إلفسبورغ ونادي براغي ونادي سانت إتيان ونادي هيرنفين والبورك بولدسبيلكلوب ‏.

## وصلات خارجية
- لاسي نيلسون على موقع اتحاد السويد (السويدية)
- لاسي نيلسون على موقع قاعدة بيانات كرة القدم.إي يو (الإنجليزية)
- لاسي نيلسون على موقع ناشيونال فوتبول تيمز (الإنجليزية)
- لاسي نيلسون على موقع Soccerway.com (الإنجليزية)
- لاسي نيلسون على موقع عالم كرة القدم.نت (الإنجليزية)
- لاسي نيلسون على موقع AS.com (الإسبانية)